# Peerathep Sila-On
Peerathep Sila-On (9 de enero de 1994) es un deportista tailandés que compitió en taekwondo. Ganó una medalla de bronce en el Campeonato Asiático de Taekwondo de 2014 en la categoría de –74 kg.

## Palmarés internacional
| Campeonato Asiático | Campeonato Asiático  | Campeonato Asiático | Campeonato Asiático |
| Año                 | Lugar                | Medalla             | Categoría           |
| ------------------- | -------------------- | ------------------- | ------------------- |
| 2014                | Taskent (Uzbekistán) | Medalla de bronce   | –74 kg              |